# Wivos
Wivos is een voormalige Nederlandse amateurvoetbalclub uit Arnhem.
De club fuseerde in 1993 met BVH uit Arnhem tot VV Elsweide. Anno 2014 speelde de laatstgenoemde club in de vijfde klasse.
Het clubtenue van Wivos bestond uit een oranje shirt met twee zwarte banden op de borst en een witte korte broek met blauwe kousen. De jeugd stond vroeger centraal, en die speelde ook altijd vrij hoog. De letters Wivos staan voor Willibrordus Voor Ontspanning en Sport. De club werd op 1 juni 1953 opgericht door een pastor. Het hoogst heeft de club in de vierde klasse gevoetbald. Het belangrijkste resultaat was het winnen van de Arnhem Cup in 1973. Met de Arnhem Cup is Wivos altijd verbonden geweest. Samen met de Arnhemsche Courant (en later de Gelderlander) werd jaarlijks de bekerstrijd voor clubs uit Arnhem en naaste omgeving georganiseerd, de laatste jaren ook voor jeugdteams. Na de fusie tot Elsweide werd de finale van de Arnhem Cup nog tot 2012 op Sportpark Elsweide gespeeld.
Voormalige: AFC Arnhem · AV Cranevelt · BVH · ESCA · EVC ‘94 · GOVA · Hertog Hendrik · ODO · VV Oost-Arnhemse Boys · SC Oranje · FC Presikhaaf · Sempre Avanti · Vitesse 1892 · VIJDO · WCA · AV Wilhelmina · Wivos · Avc Zuid Arnhem